# Wohn- und Geschäftshaus Alt Fermersleben 41

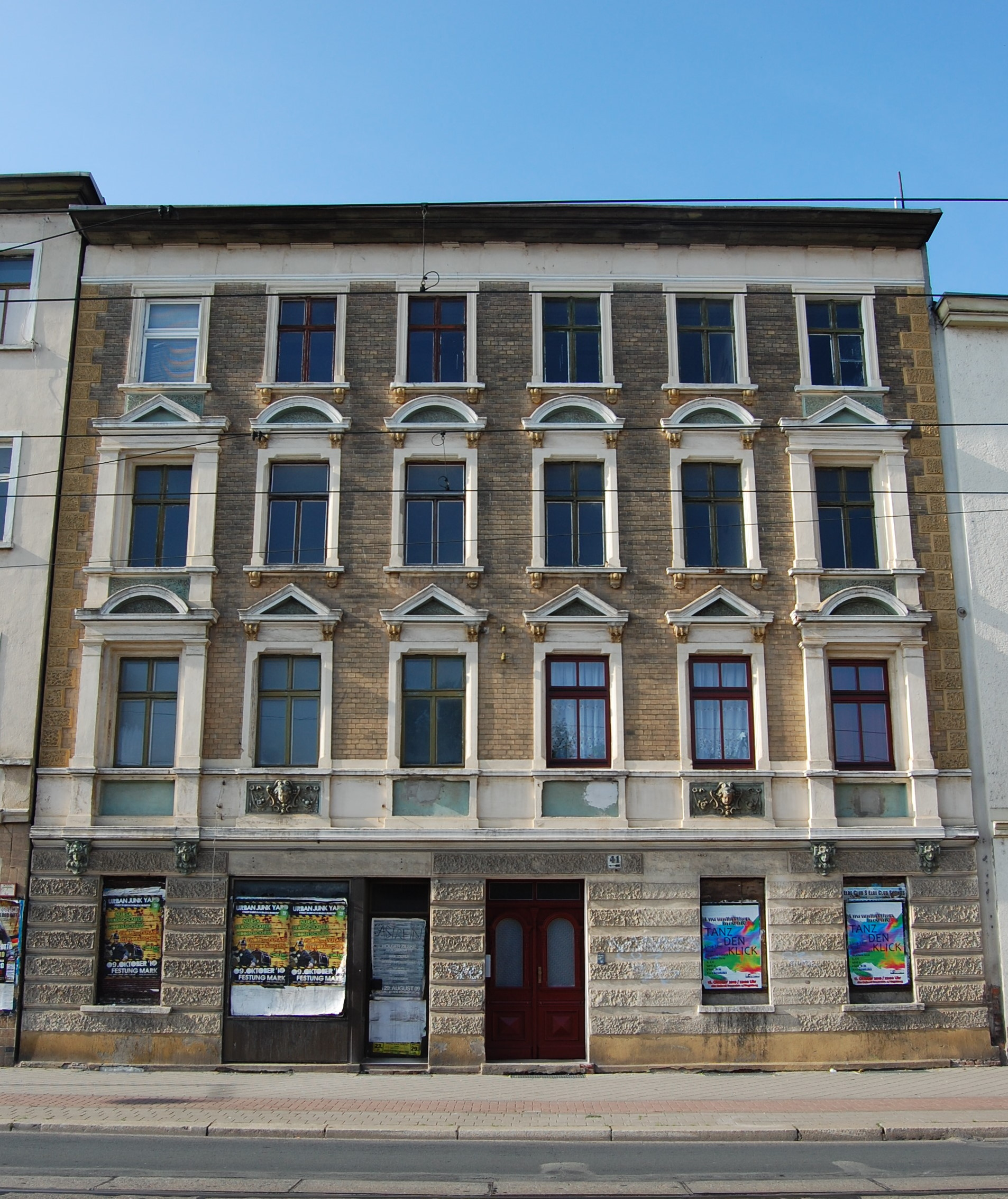
Alt Fermersleben 41

Das Wohn- und Geschäftshaus Alt Fermersleben 41 ist ein denkmalgeschütztes Gebäude im Magdeburger Stadtteil Fermersleben. Etwas weiter südlich befindet sich das ähnlich gestaltete Wohn- und Geschäftshaus Alt Fermersleben 43.

## Architektur und Geschichte
Das direkt an der Hauptstraße gelegene viergeschossige Haus entstand 1891. Bis zur Eingemeindung Fermerslebens nach Magdeburg im Jahr 1910 hatte das Gebäude die Adresse Schönebecker Straße 35. Der aus Ziegeln errichtete Bau verfügt über eine repräsentativ gegliederte sechsachsige Fassade im Stil der Neorenaissance, die als palazzoartig beschrieben wird. Das Erdgeschoss ist rustiziert, die seitlichen Fensterachsen verfügen über eine Ädikularahmung. Die Fenster im ersten Obergeschoss verfügen über dreieckige Fensterverdachungen. Im zweiten Obergeschoss sind diese Verdachungen als Segmentbögen gestaltet.
Die Unterschutzstellung wurde damit begründet, dass das Gebäude als Straßenbild prägendes, typisches Vorstadthaus der Gründerzeit mit weitgehend ursprünglicher Fassadenwirkung erhalten blieb.
Um die Jahrhundertwende zum 20. Jahrhundert war im Gebäude der Tischlermeister Eduard Schultz ansässig. Später, zumindest ab 1914, wird dann bereits Witwe A. Schultz als Eigentümerin des Gebäudes geführt. Im Erdgeschoss betrieb der Schriftsetzer Hermann Hottowitz eine Buch- und Papierhandlung. Ende der 1930er Jahre war als Eigentümer des Hauses Walter Schultz vermerkt, der auch in der Nachkriegszeit noch Eigentümer ist. Im Gebäude lebte der zoologische Händler Walter Bleich.
Das Gebäude steht heute (Stand 2010) in Teilen leer und ist sanierungsbedürftig.